# セントヘレナにおけるナポレオン回想録
『セントヘレナにおけるナポレオン回想録』（セントヘレナにおけるナポレオンかいそうろく、フランス語：Le Mémorial de Sainte-Hélène）は、ナポレオン1世の部下エマニュエル・ド・ラス・カーズが発表した回想録。ナポレオン1世没後の1823年に初版された。

## 概要
ナポレオン1世没後、相次いで出版された同時代における回想録のひとつ。10代後半に差し掛かった、ナポレオン1世の嫡男ライヒシュタット公爵ナポレオン・フランツも、熱心に読んだ。

## 邦訳
- 前田越嶺 訳『聖ヘレナにおけるナポレオン回想録』博文館、1912年1月。ASIN B008V61A90。